# 2010 au Japon
Cet article présente les faits marquants de l'année 2010 au Japon.

## Évènements

### Janvier
- 2 janvier : Économie : le gouvernement Hatoyama double le prêt accordé à Japan Airlines, qui s'élève désormais à 2,2 milliards de dollars[1]
- 6 janvier :
  - Politique/écologie : naufrage du Ady Gil de la Sea Shepherd Conservation Society, éperonné par un baleinier japonais.
  - Politique/économie : démission du ministre de l'Économie Hirohisa Fujii pour raisons de santé.
- 19 janvier :
  - Politique/économie : Japan Airlines se place sous la protection de la loi sur les faillites.
  - Économie : Toyota entame le rappel de plus de cinq millions de véhicules dans le monde pour un défaut de montage. L'affaire provoque un tollé dans la presse internationale, particulièrement aux États-Unis.

### Mars
- 10 mars : Politique : révélation d'accords secrets entre le Japon et les États-Unis, qui autorisent ces derniers à faire transiter des armes nucléaires dans les ports japonais[2].

### Avril
- 19 avril : Société : selon les estimations officielles, la population du Japon décline en 2009 pour la troisième année consécutive, la perte se montant à 180 000 personnes. Cette régression record relance les inquiétudes sur ce sujet de société[3].
- 26 avril : Société/écologie : des taxis électriques sont expérimentés pour la première fois en condition réelle à Tokyo[4].

### Juin
- 12 juin : Politique : démission du Premier ministre Yukio Hatoyama due à une forte impopularité, notamment en raison de scandales financiers et de son recul sur la fermeture de la base américaine de Futenma. Il est remplacé par Naoto Kan, président du parti démocrate.
- 14 juin : Société/économie : selon ECA International, Tokyo est la ville la plus chère du monde. On retrouve trois autres villes japonaises dans le classement : Nagoya, Yokohama et Kobe aux 4, 5 et 7e places[5].

### Juillet
- 11 juillet : Politique : la coalition au pouvoir perd la majorité à la Chambre haute. Le gouvernement reste cependant en place, mais sera amené à former de nouvelles alliances ou à faire des compromis[6].
- 30 juillet : Affaire des deux enfants morts de faim à Osaka.

### Septembre
- 7 septembre : International : crise politique avec la Chine à la suite de l'arrestation d'un marin chinois près des îles Senkaku, zone de conflits récurrents entre les deux nations. L'incident se termine le 24 avec la libération du Chinois[7], mais ravive sur l'Archipel un sentiment nationaliste critiquant la gestion de la crise par le Premier ministre Naoto Kan[8].